# Stara Synagoga w Wuppertalu
Stara Synagoga w Wuppertalu (niem. Alte Synagoge in Wuppertal) – nieistniejąca synagoga znajdująca się w Wuppertalu, w Niemczech, w dzielnicy Barmen, jednym z pięciu miast, które po połączeniu utworzyły Wuppertal.
Synagoga została zbudowana w 1897 roku według projektu Ludwiga Levy´ego. Podczas nocy kryształowej z 9 na 10 listopada 1938 roku, bojówki hitlerowskie spaliły synagogę. Po zakończeniu II wojny światowej nie została odbudowana.